# Secrets of a Secretary
Secrets of a Secretary è un film del 1931 diretto da George Abbott, basato su un racconto di Charles Brackett.

## Trama
Una giovane e ricca donna scopre, dopo la morte del padre, di non essere affatto ricca. Il padre in effetti ha perso tutti i suoi soldi nel crollo del mercato azionario del 1929, rimanendo al verde. La ragazza trova un lavoro come segretaria presso un amico del padre.